# 半谷精一郎
半谷 精一郎（はんがい　せいいちろう、1953年 - ）は、日本の情報通信工学者。東京理科大学名誉教授。工学博士。
1953年東京都出身。75年東京理科大学工学部電気工学科卒。81年同大学大学院博士課程修了。81年東京理科大学工学部電気工学科助手。91年同助教授。96年米スタンフォード大学客員研究員。2001年より教授。2019年に名誉教授。2020年株式会社ダブリュー代表取締役。IEEE終身会員。電子情報通信学会終身会員。

## 略歴
- 1975年　東京理科大学工学部電気工学科卒
- 1981年　東京理科大学大学院博士課程修了。同年、東京理科大学工学部電気工学科助手
- 1991年　東京理科大学工学部電気工学科助教授
- 1996年　スタンフォード大学CSLI客員研究員（1997年まで）
- 2001年　東京理科大学工学部電気工学科教授（2018年まで）
- 2010年　東京理科大学工学部第一部学部長（2014年まで）
- 2012年　学校法人東京理科大学理事（2016年まで）
- 2018年　東京理科大学工学部電気工学科嘱託教授（専任扱）（2019年まで）
- 2019年　東京理科大学工学部電気工学科嘱託教授（非常勤扱）（2023年まで）
- 2023年　東京理科大学工学部電気工学科非常勤講師（2025年まで）

## 研究課題
- FM-CW信号を利用する測距技術に関する研究
- TDMA方式に関する研究
- 静止画像ならびに動画像の主観画質に関する研究
- 話者認識ならびに音声認識に関する研究
- 筆記時のペンの速度、筆圧、傾きを利用する筆者照合に関する研究
- バイオメトリクス認証技術に関する研究

## 主な著作・編著・共著・監修
- 1983年　『 PASCAL ：現代人のコンピュータ』単著（朝倉書店）
- 1993年　『 学生のための入門BASIC』共著（コロナ社）
- 2000年　『ディジタル信号処理-基礎から応用-』単著（コロナ社）
- 2001年　『改訂電子計算機概論』共著（コロナ社）
- 2002年　『Review of Radio Science 1999-2002』共著（IEEE-Press）
- 2005年　『ＪＰＥＧ・ＭＰＥＧ完全理解』共著（コロナ社）
- 2008年　『 コンピュータ概論』共著（コロナ社）
- 2009年　『 Encyclopedia of Biometrics』共著（Springer US）
- 2011年　『 基礎電気回路』共著（オーム社）
- 2012年　『 バイオメトリクス教科書』共著（コロナ社）
- 2019年　『 改訂コンピュータ概論』共著（コロナ社）

## 主な受賞
- 1991年　高柳健次郎研究奨励賞（高柳健次郎財団）
- 2006年　通信ソサイエティ功労顕彰（電子情報通信学会）
- 2014年　標準化貢献賞（情報処理学会情報企画調査会)